# 侏罗纪海岸
侏罗纪海岸（英語：Jurassic Coast）位于英国南部英吉利海峡，从东德文埃克斯茅斯奥科姆岩石群一直延伸到东多塞特斯沃尼奇舊哈里岩，总长153公里。2001年入选联合国教科文组织世界遗产。

## 地理

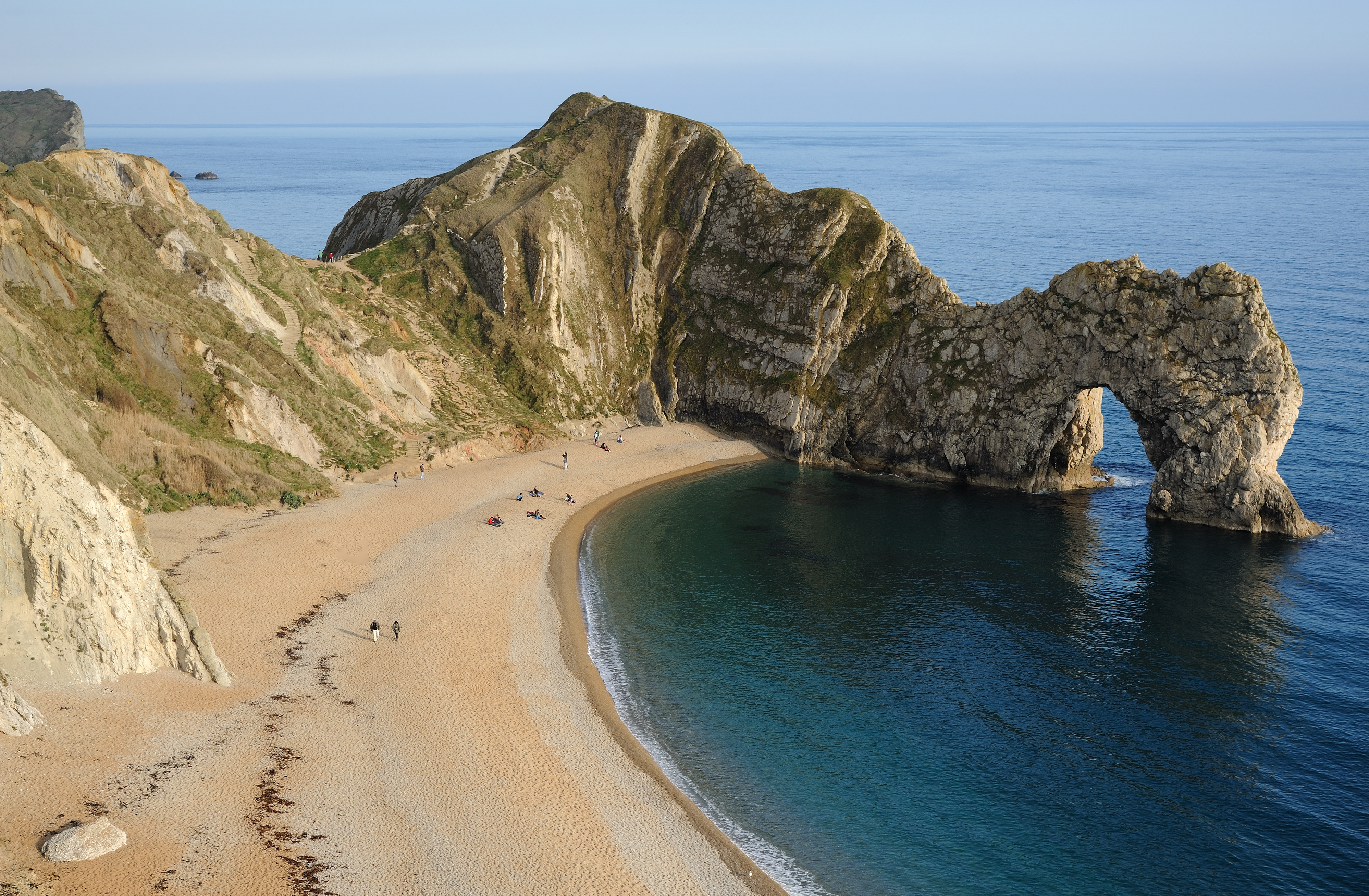
杜德尔门

侏罗纪海岸由三叠纪、侏罗纪和白垩纪的悬崖组成，跨越中生代时期，记载了1亿8千年的地理史。该地区有很多独一无二的地理特性，并展现了不同的地形构造，包括天然拱门杜德尔门（Durdle Door）、盧沃斯灣（Lulworth Cove）的石灰岩摺曲和波特兰岛。切希爾海滩是连岛沙洲和风暴海滩的一个绝佳典型。由于地形多变，因此这里是国际野外考察的对象。该地区是古生物学家玛丽·安宁的故乡，她研究海岸线上的化石并发现了第一个完整的鱼龙目化石。